# МКС-38
МКС-38 — тридцать восьмой долговременный экипаж Международной космической станции, выполнял работу с 10 ноября 2013 года 23:26 UTC, с момента отстыковки «Союз ТМА-09М» от станции, по 11 марта 2014 года, 00:02 UTC, до момента отстыковки «Союз ТМА-10М».
Коити Ваката установил новый рекорд по суммарной продолжительности работы на МКС среди прочих стран - 327 дней 35 минут 21 секунда, совершив 2 полета к МКС и проработав пять экспедиций ( МКС-18/19/20 , МКС-38/39). Превышен рекорд Андре Кёйперса за две экспедиции (МКС-30/31).

## Экипаж
| Должность   | 10 ноября 2013 года — 11 марта 2014 года | № космического полёта | Корабль доставки |
| ----------- | ---------------------------------------- | --------------------- | ---------------- |
| Командир    | Олег Котов, ФКА                          | 3                     | «Союз ТМА-10М»   |
| Бортинженер | Сергей Рязанский, ФКА                    | 1                     | «Союз ТМА-10М»   |
| Бортинженер | Майкл Хопкинс, НАСА                      | 1                     | «Союз ТМА-10М»   |
| Бортинженер | Коити Ваката, JAXA                       | 4                     | «Союз ТМА-11М»   |
| Бортинженер | Ричард Мастраккио, НАСА                  | 4                     | «Союз ТМА-11М»   |
| Бортинженер | Михаил Тюрин, ФКА                        | 3                     | «Союз ТМА-11М»   |

## Ход экспедиции

### Выходы в открытый космос
1. 21 декабря 2013 года,  Ричард Мастраккио и  Майкл Хопкинс, из модуля Квест, длительность 5 часов 28 минут, ремонт неисправной системы охлаждения американского сегмента МКС[2].
2. 24 декабря 2013 года,  Ричард Мастраккио и  Майкл Хопкинс, из модуля Квест, длительность 7 часов 30 минут, завершение ремонта неисправной системы охлаждения американского сегмента МКС[3].
3. 27 декабря 2013 года,  Олег Котов и  Сергей Рязанский, из модуля Пирс, длительность 8 часов 7 минут, работы на российском сегменте МКС, включая монтаж камер на модуле «Звезда», рекордный (на тот момент) по длительности выход в открытый космос в российских скафандрах[4].
4. 27 января 2014 года,  Олег Котов и  Сергей Рязанский, из модуля Пирс, длительность 6 часов 8 минут, повторный монтаж и подключение канадских камер высокого и среднего разрешения на модуле «Звезда», снятие адаптера WIF с манипулятора SSRMS, демонтаж съемной кассеты-контейнера № 2-СО на модуле «Пирс»[5].

### Принятые грузовые корабли
1. Прогресс М-21М, запуск 25 ноября 2013 года, стыковка 29 ноября 2013 года.
2. Cygnus CRS Orb-1, запуск 9 января 2014 года, стыковка 12 января 2014 года. Первый регулярный полёт к МКС грузового космического корабля данного типа.
3. Прогресс М-22М, запуск и стыковка 5 февраля 2014 года.

### Запуск спутников
28 февраля с МКС был осуществлён запуск литовского спутника LituanicaSAT-1 доставленного на корабле Cygnus 9 января 2014 года.